# Helictopleurus sumptuosus
Helictopleurus sumptuosus là một loài bọ cánh cứng trong họ Bọ hung (Scarabaeidae).